# Connettore Mini-DIN
Il connettore mini-DIN appartiene ad una famiglia di connettori elettrici utilizzati in diverse applicazioni.
I connettori Mini-DIN sono simili ai più grandi e più vecchi connettori DIN. Entrambi sono stati standardizzati dal Deutsches Institut für Normung, l'organismo tedesco per la definizione degli standard.

## Connettori standard
I connettori Mini-DIN hanno un diametro di 9.5 mm. Ne esistono sette formati diversi con il numero di piedini che va da tre a nove. Ciascun formato è stato studiato in modo che una chiave impedisca ad un connettore di un tipo di connettersi, anche parzialmente, ad un connettore di un altro tipo.
Un importante aspetto che caratterizza questi sette connettori mini-DIN che sono standard ufficiali è che tutti sono drasticamente diversi gli uni dagli altri in questi punti:
- Non ci sono similitudini che permettano un collegamento accidentale dei piedini fra un formato e l'altro.
- La chiave quadrata cambia in posizione e dimensione.
- Il connettore esterno circolare per la schermatura ha anche lui delle chiavi e delle aggiunte metalliche che ne caratterizzano il formato.

I connettori mini-DIN non standard, invece, possono avere delle caratteristiche in comune fra loro o con i connettori standard che possono pregiudicare questa univocità.
(In queste immagini si vede il connettore maschio)

### Connettori a 3 Piedini
- Apple LocalTalk Network
- Connettore per dispositivo Stereoscopico VESA[1]
- StereoView di SGI[2]

### Connettori a 4 Piedini
- Apple Desktop Bus[3].
- S-Video[4].

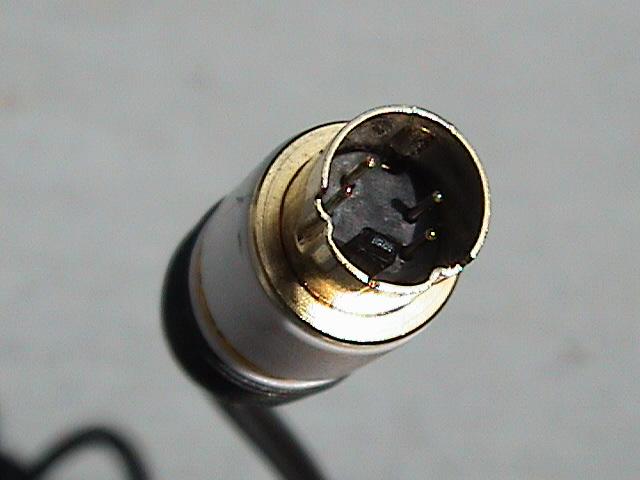
connettore mini-DIN a 4 piedini per S-Video

- Porta seriale console del Router DSL Thomson SpeedTouch 605[5].
- Porta seriale del Tandy MC-10[6].
- ATI All-In-Wonder S-Video / Video Composito / Audio[7].
- Adattatore S-Video per la Matrox G450, G550 TV, G450 Series, G550 Series, P Series & Parhelia[8].
- Connettore SVID/OUT della ATI Radeon ampiamente utilizzato dalla ATI da altre schede grafiche come connettore S-Video[9].
- Schema di cavo da S-Video a SCART[10].
- Schema di cavo da SCART a S-Video[11].
- Schema di cavo da S-Video a RCA video composito[12].

### Connettori a 5 Piedini
- Utilizzato da alcuni alimentatori di diversi produttori per dispositivi elettronici.
- Interfaccia di controllo LANC or Local Application Control Bus System di SONY utilizzata per controllare da remoto le videocamere portatili (camcorder)[13].
- Connettore MIDI di input output utilizzato nel pannello di controllo frontale della Creative Technology Sound Blaster X-Fi[14] e dalla Creative LivedriveII[15].
- Porta di connessione del dispositivo a cassette del TRS-80 e del MC-10 della Tandy Corporation[16].

### Connettori a 6 Piedini
- Connettore PS/2 dei PC per mouse e tastiera
- Connettore per Terminal Node Controller (TNC) dispositivo elettronico assimilabile ad un modem che viene usato dai radioamatori per collegarsi a reti packet radio AX25
- Connettore per alcuni alimentatori per dispositivi elettronici.
- Connettore per tastiera dell'Acorn Archimedes.
- Connettore audio utilizzato da Klipsch per il sistema 2.1 (2 speakers/1 subwoofer)
- Connettore utilizzato dalle schede Leadtek and VisionTek GeForce2 Ti come tv-out[17].
- Connettore utilizzato da Fanatec per collegare fra loro le varie parti delle periferiche di controllo (volante, pedaliera, cambio)

### Connettori a 7 Piedini
- Commodore Plus/4.
- Connettore seriale per iRobot Roomba.
- Connettore dell'alimentatore per il sistema Altec Lansing ATP3.

### Connettori a 8 Piedini
- Connettore seriale per il controllo delle telecamere Sony VISCA.
- Porta seriale dell'Apple Macintosh.
- Porta di controllo della console per giochi Turbo Duo della NEC.
- Connettore Multimedia Extension Connector per collegare video camere a schede di acquisizione.
- Connettore video delle schede video ATI Radeon[18].
- Connettore seriale per il PLC Mitsubishi FX0
- Connettore seriale per programmazione azionamenti Bosch Rexroth Indramat "IndraDrive"
- Connettore To-Host per workstation Korg Triton. Permette un collegamento MIDI IN/OUT con il pc tramite un unico cavo.
- Connettore Yaesu porta CAT/Linear/Tuner apparati FT100, FT 857, FT 897, FT 817, FT 818.
- Connettore Alimentazione Commodore P/N 390774-02 per PC Laptop C286-LT

### Connettori a 9 Piedini
- Sega Mega Drive II
- Connettore mouse per Acorn Archimedes
- Connettore audio per Logitech Z-340
- Connettore video in video out (VIVO) di Nvidia e ATI Technologies per le schede video GeForce e Radeon.
- Connettore dell'ormai superato bus mouse introdotto da Microsoft.

## Connettori Non-standard
Sono stati prodotti diversi connettori non standard che hanno una certa compatibilità mini-DIN. Questi connettori hanno più piedini e sono utilizzati per limitare lo spazio permettendo di combinare più funzioni nello stesso cavo.
Altri connettori condividono con i connettori mini-DIN solo il corpo esterno da 9.5 mm.
Tutti questi connettori non sono approvati dal Deutsches Institut für Normung e sono considerati connettori proprietari.
(In queste immagini si vede il connettore maschio)

### Connettori a 7 Piedini

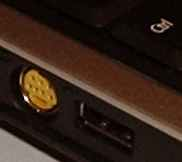

Molti laptop e schede video utilizzano un connettore a 7 piedini compatibile con il connettore a 4 piedini mini-DIN. I piedini 1-4 forniscono il segnale S-Video permettendo così di utilizzare un cavo S-Video standard. Una chiave più ampia impedisce l'inserimento di un cavo a 7 piedini in una presa a 4 piedini.
L'utilizzo dei tre piedini aggiuntivi varia da produttore a produttore anche se normalmente include il segnale video composito che così può essere estratto con un adattatore proprietario. In alternativa alcuni produttori hanno inserito il segnale YPbPr. Dell ha inserito nei suoi portatili il segnale audio digitale SPDIF.
L'utilizzo di adattatori non proprietari su queste porte può causare seri problemi. Alcune schede video, ad esempio, non sono state pensate per fornire contemporaneamente sia un segnale S-Video che un segnale video composito. Se si attaccano due monitor, uno al segnale S-Video e l'altro al segnale video composito con adattatori non standard, si rischia come minimo di non avere un buon segnale, ma c'è anche la possibilità che si danneggi la circuiteria della scheda video.
- Connettore Video/Audio digitale su PC portatili Dell[19].
- Stesso utilizzo sulla ATI Radeon[20].
- Apple iPod[21].
- Scheda video Nvidia GeForce 8800GT[22].

### Connettori a 8 Piedini

#### Connettori a 8 Piedini (a)
- Connettore monitor del CPC6128+ Amstrad[23].
- Porta seriale dei computer Silicon Graphics 4D/30, 4D/35, Indigo, Indy, e Indigo2[24].

#### Connettori a 8 Piedini (b)
- Connettore video della ATI All-in-Wonder 9700 Pro[25].

### Connettori a 9 Piedini

#### Connettori a 9 Piedini (a)
- Porta Video In Video Out (VIVO) alternativa.

Alcune versioni delle schede video ATI e Nvidia GeForce hanno fatto uso di una porta (VIVO) senza la piccola barretta che serve a indirizzare l'inserimento del connettore anche se sono stati mantenuti i tre rientri nell'anello esterno..
- Connettore Seriale GeoPort Apple

La Apple GeoPort utilizza un connettore compatibile sia con la versione a 8 piedini che con la versione a 9 piedini in modo da poter collegare sia dispositivi progettati per funzionare con la vecchia porta seriale a 8 piedini che con la nuova seriale GeoPort.
La numerazione dei piedini segue quella standard mini-DIN a 8 piedini per compatibilità con le vecchie porte seriali a 8 piedini. Il piedino aggiuntivo viene individuato con il 9 anche se sul connettore mini-DIN a 9 piedini corrisponderebbe al piedino 5. Questo piedino aggiuntivo fornisce ai dispositivi collegati un'alimentazione di 5V 350mA.

#### Connettori a 9 Piedini (b)
- Terminale Hypercom T7 Eftpos
- Connettore S-Video e component video YPbPr (YCbCr) su Nvidia GForce[29].
- Connettore VGA-In della scheda video Sigma EM8300[30].

### Connettori a 10 Piedini

#### Connettori a 10 Piedini (a)
- Connettore video sulla console Sega Saturn[31].

#### Connettori a 10 Piedini (b)
- Connettore audio/video sulla ATI All-in-Wonder 9700 Pro[32].
- Connettore audio/video sulla Matrox G450 eTV[33].
- Connettore per l'interconnessione AmiNET STB di Amino.

### Altri connettori non standard
- JVC mini-DIN 8 piedini
- Tastiera mini-DIN 8 piedini su 3/80 e Sparcs di Sun Microsystems
- Connettore seriale mini-DIN 8 piedini per PLC Micrologix di Allen-Bradley
- Connettore microfonico di Beyerdynamic